# 大洋钻探计划

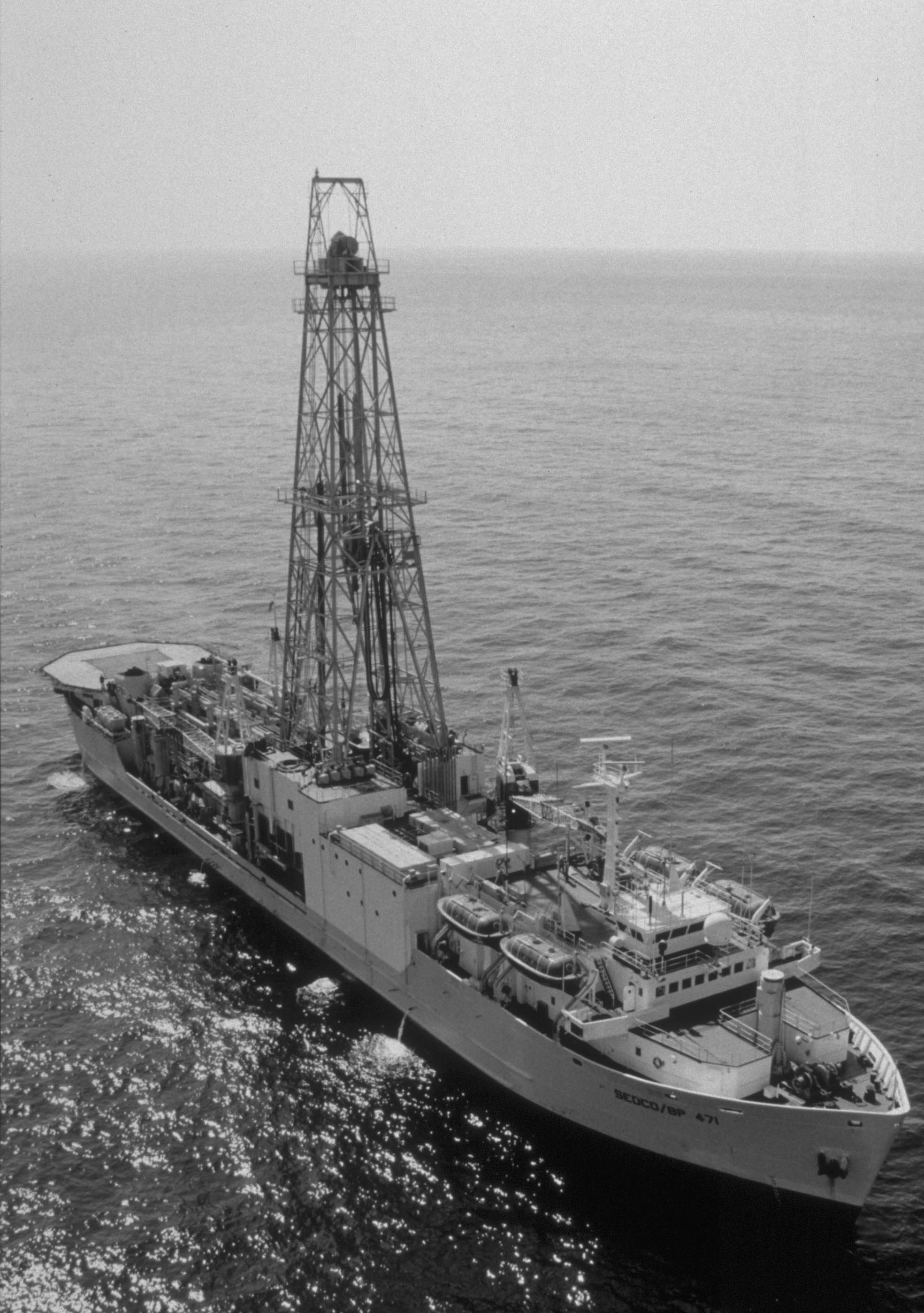
乔迪斯·决心号

大洋钻探计划（Ocean Drilling Program，ODP）是一项通过在大洋底部钻探进入地球内部采集洋底沉积物和岩石样本进行基础研究的国际合作项目，是深海钻探计划的延伸。1985年，随着钻探船“喬迪斯·決心號”的试航，该项目正式开始运作。从1985年到2003年间，大洋钻探计划共实施了111个航次的调查，行程355781海里，足迹遍布全球各大洋，取得了令人瞩目的成果。2004年该计划发展成为综合大洋钻探计划。

## 探勘領域
綜合大洋鑽探計畫招集了不同領域以及不同國家的科學家們，共同進行深海海床底下的地球科學調查。
綜合大洋鑽探計畫提供了科學家們有更多的機會去探討以下議題，
1. 重建地質紀錄與深海沉積物採樣
2. 調查及紀錄海洋以及氣候隨著時間的變化
3. 探索地球深部的生命現象
4. 近海海底觀測
5. 了解地球板塊的移動以及其進入地函深處的循環

## 参看
- 莫霍计划
- 深海钻探计划
- 综合大洋钻探计划
- 科拉超深钻孔